# Erich Lüdke
Erich Lüdke (20 de octubre de 1882 - 13 de febrero de 1946) fue un General de Infantería alemán que fue comandante supremo de las fuerzas alemanas en Dinamarca desde el 1 de junio de 1940 hasta el 29 de septiembre de 1942. Detenido bajo custodia por los soviéticos después de la guerra, murió en cautividad en 1946.

## Carrera temprana
Lüdke entró en el ejército en 1900 y fue promovido a teniente en 1903 y a lugarteniente en 1910. En la primavera de 1914, fue asignado al Estado Mayor General en Berlín. Al estallar la I Guerra Mundial fue promovido a capitán y se convirtió en comandante de compañía.

## I Guerra Mundial
A partir de 1915, Lüdke sirvió en varias funciones del estado mayor. Durante la guerra recibió la Cruz de Hierro de 2.ª Clase y la Cruz de Caballero de la Orden de Hohenzollern.

## Interbellum
Después de la I Guerra Mundial, Lüdke se mudó al nuevo Reichswehr e inicialmente sirvió en el Ministerio del Reichswehr. El 1 de abril de 1922, fue elegido comandante de un regimiento de infantería y gradualmente alcanzó el nivel de teniente coronel debido a varios puestos de comandante de regimiento de caballería e infantería.
En junio de 1935, Lüdke fue ascendido a teniente general y asumió el mando de la 9.ª División de Infantería. Un año más tarde asumió el mando de la 34.ª División de Infantería. En 1937 fue asignado al X Cuerpo de Ejército en Hamburgo. Después de la muerte del comandante general, Wilhelm Knochenhauer, fue asignado a la cabeza del X Cuerpo de Ejército.

## II Guerra Mundial
El 1 de junio de 1940, Lüdke fue seleccionado como comandante de las tropas alemanas en Dinamarca donde remplazó a Leonhard Kaupisch. El 1 de diciembre de 1940 fue promovido a General de Infantería. Su tiempo en Dinamarca fue relativamente pacífico, y fue solo hacia el final de su periodo al mando que el movimiento de resistencia danés se hizo más notable.
Después de la crisis del telegrama, Adolf Hitler quiso implementar una línea más dura en Dinamarca y Lüdke fue considerado no apto. Fue liberado de su puesto en el otoño de 1942 y se le dio estatus de oficial en la reserva. El 31 de enero de 1944, se retiró del servicio activo. Después de la guerra fue arrestado por los soviéticos y detenido en cautividad. Murió en Rusia en 1946.

## Reconocimientos y condecoraciones
- Cruz de Hierro de 1914, 1.ª y 2.ª clase
- Cruz de Caballero de la Real Orden de Hohenzollern con Espadas
- Cruz de Caballero de Segunda Clase de la Orden del Halcón Blanco con espadas
- Cruz Hanseática de Bremen
- Cruz de Caballero de Segunda Clase de la Ducal Orden de la Casa Ernestina de Sajonia
- Cruz de Honor, 3.ª clase con Espadas y Corona (Reuss)
- Cruz de Honor, 3.ª clase con Espadas (Schwarzburgo)
- Cruz al Mérito Militar, 3.ª clase con decoración de guerra (Austria-Hungría)
- Medalla de Guerra Otomana
- Cruz de Honor de la Guerra Mundial 1914-1918 con Espadas
- Reconocimiento al Largo Servicio en la Wehrmacht, 4.º de 1.ª clase